# Terschellingia mora
Terschellingia mora är en rundmaskart som beskrevs av Gerlach 1956. Terschellingia mora ingår i släktet Terschellingia och familjen Linhomoeidae. Inga underarter finns listade i Catalogue of Life.